# کیت اولبرمن
کیث اولبرمن (به انگلیسی: Keith Olbermann) متولد ۱۹۵۹ میلادی، از شخصیت‌های مشهور تلویزیونی آمریکا است.
وی مجری شبانگاهی شبکه سرتاسری ام‌اس‌ان‌بی‌سی گوینده برنامه ورزشی، نویسنده و تفسیر گر سیاسی است. او همچنین نویسنده کتاب The Big Show است.او میزبان برنامهٔ شمارش معکوس با کیت اولبرمن نیز بود.
اولبرمن ۲۰ سال زندگی حرفه ایش را در روزنامه نگاری گذراند .او در سال ۱۹۸۰ خبرنگار ورزشی برای سی ان ان شد .
او برنده جایزه بهترین گوینده برنامه ورزشی از کالیفرنیا برای ۳ بار شده است.
پس از ترک فاکس نیوز، دوباره پس از وقفه کوتاهی اولبرمن به ام‌اس‌ان‌بی‌سی پیوست .
برنامهٔ شمارش معکوس با کیت اولبرمن در سال ۲۰۰۳ به شدت مورد انتقاد دولت جورج دبلیو بوش و جان مک کین نامزد ریاست جمهوری ناموفق ۲۰۰۸ شد.
اگر چه بسیاری از اولبرمن به عنوان یک لیبرال می گویند ولی او گفت :"من لیبرال نیستم، من یک آمریکایی هستم.